# Парична политика
Паричната политика (на английски: Monetary policy), наричана още монетарна политика, е упражняването на контрол върху количеството пари в икономиката и е едно от основните средства за макроикономическо регулиране. Чрез нея правителството и централната банка на държавата контролират (i) паричната маса, (ii) наличността и (iii) стойността на парите, както и лихвения процент. Чрез правилното управление на този набор от монетарни инструменти се гарантира растежа и стабилността на икономическата система. Монетарната теория от своя страна е източник на информация за това как да се изработи оптимална парична политика.
Монетарната политика може да бъде експанзивна или рестриктивна, като първата увеличава предлагането на пари в икономиката, а втората го свива. Експанзивната политика обичайно се прилага, когато има повишено ниво на безработица и рецесия, а рестриктивната политика – при повишено ниво на инфлация. Паричната политика трябва да бъде съпоставяна с фискалната, тъй като двете упражняват еднакъв контрол над икономиката.

## Същност на паричната политика
Важно място в определянето на паричната политика на дадена държава заема централната банка. В България това е БНБ. Тя е упълномощена да управлява парично-кредитната система и да регулира икономиката, като използва паричната политика. В зависимост от вида клиенти, с които контактува, централната банка може да бъде от открит или закрит тип, като се ползва с по-малка или по-голяма автономия от останалите държавни институции. Главна роля на една централна банка е да поддържа покупателната сила на националната валута стабилна, да контролира обема на паричното предлагане, да поддържа стабилността на паричните и капиталовите пазари, да служи като кредитор на търговските банки и да усъвършенства цялостния разплащателен механизъм на националната икономика.
За изпълнение на тези функции централната банка разполага с два вида инструменти — за общ кредитен контрол и за селективен кредитен контрол. Инструментите за общ кредитен контрол са:
- Задължителен банков резерв (RR). Всяка промяна в задължителния резерв променя свободните резерви на банковата система, лихвения процент и депозитния мултипликатор. С това се променят основните парични променливи – парична маса, лихвен процент и валутен курс, и се цели да се променят и параметрите на реалната икономика в желаната насока.

- Дисконтовият процент е инструмент чрез чиято промяна се влияе директно върху рефинансирането на търговските банки. Променяйки лихвата, Централната банка упражнява субститационен и анонсиращ ефект, чрез които изяснява намеренията на правителството относно характера и насоките на паричната политика.

- Операциите на открития пазар са пример за съчетаване на фискалната с монетарната политика и са най-важният инструмент за общ кредитен контрол. Чрез тях най-бързо се променят свободните резерви на банковата система. При това се влияе не само на основните монетарни променливи, но и на цените на държавните ценни книжа, които свързват паричната с фискалната политика.

Селективните инструменти на паричната политика са прякото регулиране на лихвения процент, въвеждането на наказателни лихви по "overdraft"-а, диференцирането на задължителните резерви за различен тип депозити, регулирането на валутния курс и прякото регулиране на банковата дейност. Чрез използването на тези инструменти Централната банка може ефективно да изменя паричното предлагане, лихвения процент и валутния курс, а чрез тях и параметрите на реалната икономика.